# HMAS Kara Kara
HMAS Kara Kara – australijski stawiacz sieci z okresu II wojny światowej, okręt służył w Royal Australian Navy (RAN) w latach 1942-45.  Statek był oryginalnie zaprojektowany jako prom samochodowy do obsługi Sydney, ale po ukończeniu Sydney Harbour Bridge stał się on zbędny i został wycofany z eksploatacji, w okresie wojny został zarekwirowany przez RAN.
Po zakończeniu służby w RAN kadłub okrętu został zatopiony jako cel w ćwiczeniach z użyciem ostrej amunicji.

## Historia
Prom samochodowy „Kara Kara” (wraz z siostrzanymi promami „Kalang” i „Lurgerena” został zbudowany w stoczni Chrichton & Co w Chester w 1926 dla firmy Sydney Ferries Ltd, były to największe promy samochodowe używane w Sydney Harbour.  Statek mierzył 207 stóp (63,09 m) długości, 37 stóp i 7 cali szerokości (10,84 m), a jego zanurzenie wynosiło 14 stóp (4,26 m).  Napęd stanowiła maszyna parowa potrójnego rozprężania o mocy 922 KM wyprodukowana w firmie Plenty & Sons z Newbury, statek posiadał 2 śruby (po jednej z każdego końca).  Pojemność brutto statku wynosiła 525 BRT, net tonnage wynosiła 215.  Prędkość maksymalna na próbach w 1941 wynosiła 13 węzłów (11,25 według innego źródła).
Nazwa „Kara Kara” pochodzi od nazwy hrabstwa (county) w stanie Wiktoria, która wywodzi się od aborygeńskiego słowa „kara kara” tłumaczonego jako „księżyc” lub „złoty kwarc”.
Statek wypłynął z Londynu 6 sierpnia 1926 i po „ekscytującej podróży”, w czasie której statek napotkał „gwałtowne wichury” przybył do Sydney 13 listopada, gdzie przed wejściem do służby przeszedł remont i wszedł do służby jako prom trzy tygodnie później.
Po przybyciu do Sydney statek służył jako prom samochodowy aż do ukończenia Sydney Harbour Bridge, kiedy to stał się zbędny (podobny los spotkał siostrzany prom „Lurgerena”.  Statek był oferowany na sprzedaż w 1932, ale nie znalazł nabywcy.
Statek został zarekwirowany przez RAN 27 lutego 1941 i przystosowana do roli stawiacza sieci w zakładach Chapmans's of Sydney.  Okręt wszedł do służby 14 października 1941 jako HMAS „Kara Kara” (Z221), został uzbrojony w pojedynczą armatę 12-funtową (76,2 mm), 2 karabiny maszynowe Vickers (kal. 7,7 mm) i 2 karabiny maszynowy innego typu. Załogę stanowiło 31-39 marynarzy.  6 stycznia 1942 (7 listopada 1941 według innego źródła) okręt został wykupiony od jego poprzednich właścicieli za 10 tysięcy funtów.
„Kara Kara” wyruszył do Darwin 23 października 1941 i przybył do portu przeznaczenia 14 listopada, prawie nieustannie pracował jako stawiacz sieci do połowy 1945 (zagrody sieciowe w Darwin były najbardziej rozbudowanymi i najdłuższymi zagrodami sieciowymi na świecie w okresie II wojny światowej, uzupełnione były także przez system pętli indukcyjnych i sonarów).
Okręt był obecny w Darwin w czasie japońskiego nalotu 19 lutego 1942.  W czasie nalotu „Kara Kara” nie był na służbie przy zaporze sieciowej, ale podobnie jak inne znajdujące się w zatoce statki i okręty został ostrzelany przez japońskie samoloty, od kul zginęło dwóch marynarzy.  Już po ataku wszystkie znajdujące się wówczas w zatoce stawiacze sieci („Kara Kara”, „Kangaroo”, „Karangi”, „Kiara”, „Kookaburra” „Koolama” i „Koolinda”) ruszyły na pomoc uszkodzonym i tonącym statkom, ratowały między innymi marynarzy z tonącego amerykańskiego niszczyciela USS „Peary” i płonącego zbiornikowca „British Motorist”.
Jeden z marynarzy, którzy zginęli w czasie nalotu, Francis B. Emms, został po nalocie pośmiertnie wyróżniony poprzez wymienienie jego nazwiska w tzw. mentioned in despatches.  Pomimo ciężkiej rany brzucha Emms do końca bronił okrętu strzelając z karabinu maszynowego do atakujących do samolotów.  W ocenie dowódcy „najprawdopodobniej ocalił okręt i wielu marynarzy z jego załogi”.  Bohaterski czyn Emms porównywany jest do postawy brytyjskiego marynarza Jacka Mantle, który także ciężko ranny pomógł obronić własny okręt, za co został wyróżniony najwyższym brytyjskim odznaczeniem Victoria Cross.  Kwestia nieprzyznania Emmsowi Krzyża Wiktorii pozostaje drażliwą kwestią i była już przedmiotem prac oficjalnego trybunału (Defence Honours and Awards Appeal Tribunal) oraz interpelacji poselskich.  Na przeszkodzie stoją kwestie proceduralne i inny sposób przyznawania odznaczeń w brytyjskiej Royal Navy i australijskiej Royal Australian Navy.
8 grudnia 1945 okręt został wycofany do rezerwy i pozostał w Darwin przez następne pięć lat. 22 grudnia 1955 przybył do Sydney, gdzie pozostał nieużywany przez dłuższy czas, w tym czasie przebywał w bazie Unmaintained Reserve (HMAS „Waterhen”). W późniejszym czasie był używany jako amenities ship, w tym czasie zmieniono także jego numer burtowy na Y276.
15 lutego 1972 okręt został sprzedany za 3777 funtów sydnejskiej firmie Marickville Metal Holdings.  Z okrętu usunięto wszystkie wartościowe części pozostawiając praktycznie tylko sam kadłub, który został oddany RAN-owi jako ćwiczebny cel.  30 stycznia 1972 kadłub został odholowany w do zatoki Jervis, gdzie 31 stycznia został zatopiony przez ogień artyleryjski okrętów HMAS „Teal”, „Yarra” i „Perth” oraz ataki samolotów Skyhawk.
Okręt otrzymał wyróżnienie bojowe (battle honour) „Darwin 1942-43”.

## Lista ofiar załogi „Kara Kara”
- starszy kucharz (leading cook) Francis B. Emms - zginął w nalocie na Darwin 19 lutego 1942
- starszy bosman (petty officer) Frank Moore - zginął w nalocie na Darwin 19 lutego 1942

## Lista dowódców
- kapitan marynarki (Lieutenant) E. Catchpole 14 grudnia 1941 – luty 1943
- kapitan marynarki C. T. Fletcher luty 1943 – 5 listopada 1943
- CO from Warrant Rank[g] G. N. Robinson 5 listopada 1943 – 21 czerwca 1944
- kapitan marynarki S. L. Heriot 21 czerwca 1944 – 13 listopada 1944
- CO from Warrant Rank C. B. McClure 30 listopada 1944 – 8 grudnia 1945